# Сінран
Сінран (яп. 親鸞, しんらん; 1173—1263) — японський буддистський монах періоду Камакура, послідовник амідаїзму, засновник секти Дзьодо-сінсю.
Прозваний «Великим вчителем, що бачить істину» (見真大師, Кенсін-дайсі).

## Короткі відомості
Сінран народився 21 травня 1173 року у сім'ї столичного аристократа Хіно Арінорі. В молодості він навчався у монастирі Енрякудзі секти Тендай-сю, але у віці 29 років перейшов у секту амідаїстів під проводом Хонена. Коли у 1207 році влада заборонила амідаїзм, Сінран був відправлений у заслання в провінцію Етіґо разом із наставником Хоненом. В засланні молодий монах одружився з монахинею Какусін.
Після амністії Сін став проповідувати вчення про поклонніня будді Аміда на Сході Японії: провінціях Сінано, Сімоцуке та Хітаті. Він повчав, що спасіння неможливо досягти самотужки медитацією і вправами; людина знаходить порятунок лише завдяки абсолютній вірі у будду Аміду та у його заповіт врятувати людство з кола перероджень. Ця віра дає право на переродження буддою у буддистському раю, «Чистій землі».
Сінран також був послідовником тези «акунін сьокі», яка полягала в тому, що вчення амідаїстів необхідне насамперед для грішників і врятуються, насамперед, вони.
Головними працями Сінрана є «Вчинки вчення і докази віри», «Записки недоумкуватого», «Записки інакодумця» та інші.
Помер Сінран 16 січня 1263 року.